# Goniohelia gallinago
Goniohelia gallinago là một loài bướm đêm trong họ Erebidae.